# Marché couvert de Vichy
Le marché couvert de Vichy, connu localement sous le nom de « Grand Marché », est un marché situé à Vichy, dans le département de l'Allier, en région Auvergne-Rhône-Alpes.

## Localisation
Le marché est situé au nord du centre-ville de Vichy, à 600 mètres au nord-ouest de la gare SNCF par le boulevard Gambetta et à l'est d'un carrefour entre la rue Jean-Jaurès, le boulevard Gambetta et le boulevard du Sichon (reliant la gare à l'esplanade du lac d'Allier).

Carte des environs du marché couvert.

## Histoire

### Premier marché (place Charles-de-Gaulle actuelle)
Le premier marché couvert de la ville, conçu par l'architecte Lucien Coututier, est inauguré le 23 juin 1867 sur la place du Marché, renommée place de la République, actuellement la place Charles-de-Gaulle. Il est détruit en 1935 après la construction d'un nouveau marché.

### Marché actuel (place Pierre-Victor-Léger)
Le marché actuel est construit par l'entreprise Chaumény sur les plans de l'architecte Jean-Henri Mazon (premier prix de Rome), face à la place du Catalpa rebaptisée place Pierre-Victor-Léger (du nom d'un ancien maire de Vichy) en juin 1955. Il remplace les arènes de Joseph Durand où se tenaient les corridas depuis 1919. Il a été inauguré le 13 octobre 1935. Il s'agissait « d'un marché de gros pour les hôtels et les cures », où tous les professionnels s'approvisionnaient dans ce seul pôle alimentaire de Vichy où « la viande était travaillée en sous-sol », selon le groupement des utilisateurs du Grand Marché (GUGM).

#### Rénovation (2004-2006)
Une première grande enquête d'opinion a été menée en 1998 ; le projet de rénovation, mené par un cabinet d'architecture, a été établi le 12 février 2004.
Les travaux commencent en juillet 2005 par le confortement des structures conservées et la démolition des toitures et des façades béton de l'ancien bâtiment. Le 28 octobre, un « Pôle Produits du terroir » est créé en partenariat avec le SMAT de la Montagne bourbonnaise.

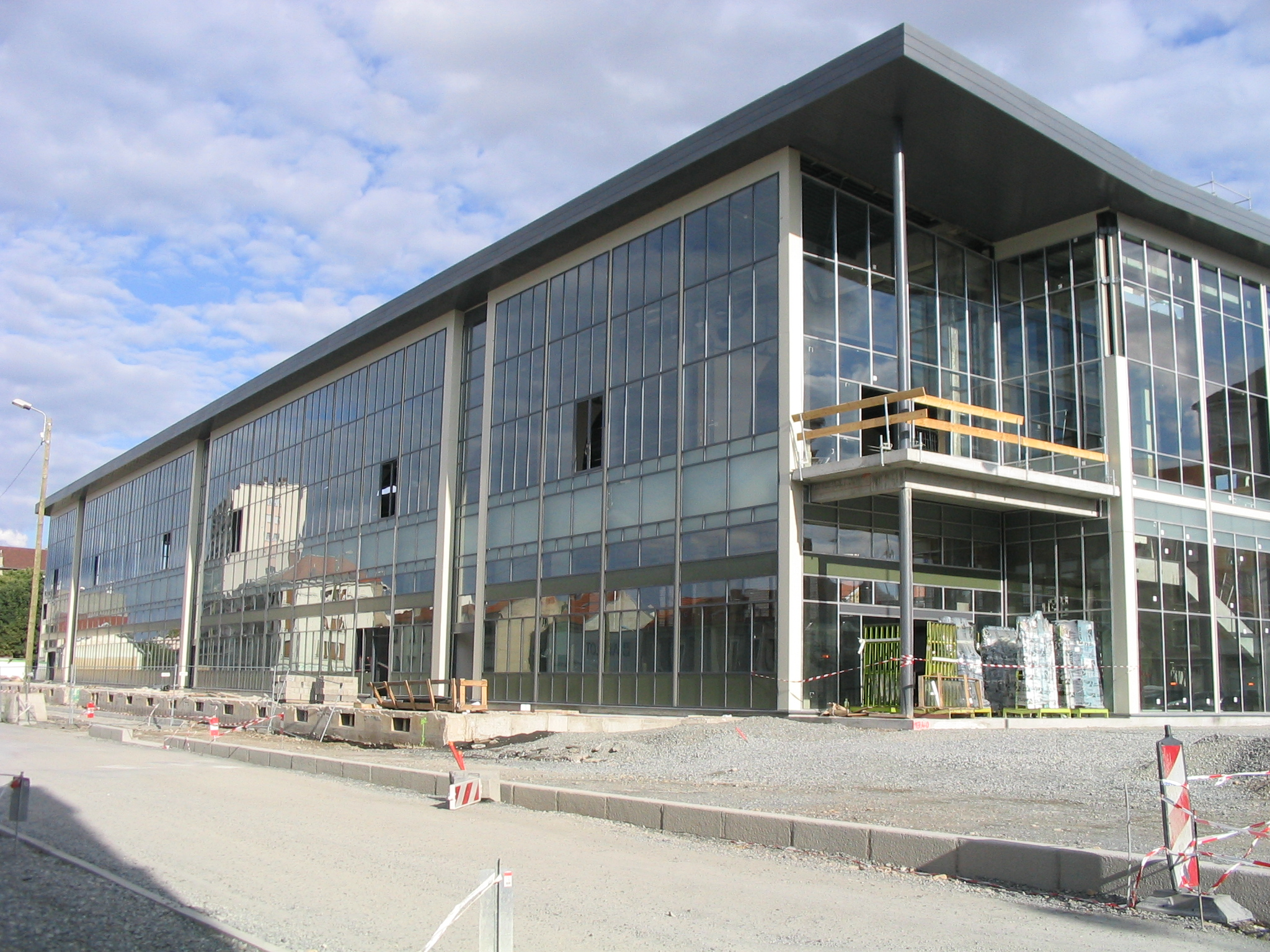
Fin des travaux du marché couvert en août 2006.

Les travaux de reconstruction ont commencé en janvier 2006 ; ceux d'aménagement des abords en avril puis ceux d'installation individuelle des commerces en septembre. Côté voirie, la place Pierre-Victor-Léger est remaniée et devient un carrefour giratoire.
Le Grand Marché, sur plans de Jean-Guilhem de Castelbajac (façade de verre : 3 000 m2 vitrés, fondations, arches et volume d'origine conservés), rouvre au public le 14 novembre 2006. La ville mène une opération de lancement du 24 novembre au 3 décembre ; il est inauguré le 25 novembre 2006 en présence de Brice Hortefeux, ministre, Claude Malhuret, maire, Gérard Dériot, président du conseil général et René Souchon, président du conseil régional d'Auvergne. Cette rénovation avait pour but de « sécuriser et moderniser le marché couvert », « réorganiser l'activité à l'intérieur de la halle », « mettre en valeur son environnement » et « renforcer son rôle d'animation ».
Le prix Territoria 2006 a été remis le 8 novembre, récompensant la concertation mise en place autour de ce projet, reconnu comme une expérience « réussie et exemplaire »,. 26 entreprises sont intervenues pour la rénovation du marché, dont Linéaire A de Jean-Guilhem de Castelbajac. Les travaux ont coûté 7 915 649 euros hors taxes.

#### Caractéristiques du chantier
Le chantier a utilisé 185 tonnes d'acier charpente métal, 1 000 m3 de béton, huit tonnes de ferraillages, une surface de la couverture de 5 000 m2. 12 000 briques de verre (double épaisseur vides d'air) ont été utilisées sur les 500 m2 de la façade Sud.
Le coût du projet s'élève à 7 915 649 € hors taxes, répartis à 51,6 % pour les aides pour le bâtiment (4 083 836 € dont les subventions du FEDER à 1 111 970 €, le FISAC à 843 866 €, le Conseil régional d'Auvergne et le Conseil général de l'Allier se partageant un million d'euros et une participation forfaitaire des commerçants de 128 000 € à l'aménagement de leur case, à raison de 65 €/m2) et à 48,4 % pour la ville de Vichy (3 831 813 €).

## Zone de chalandise
Le marché attire des commerçants locaux provenant de la montagne bourbonnaise, des monts de la Madeleine, de la Sologne bourbonnaise ou de la Limagne. La rénovation du marché a permis le renforcement de l'attractivité du site, l'objectif étant de « renforcer les relations entre la ville et les territoires environnants ».

## Chiffres
Le Grand Marché et ses abords utilisent une emprise totale de 14 000 m2, dont 4 808 m2 pour le Grand Marché dont 2 700 m2 de surface commerciale exploitée par cinquante commerçants permanents et 1 964 m2 de mezzanine, où s'installent 80 producteurs (en période de forte production).
123 places de stationnement sont disponibles pour la clientèle.

## Événements

### Événements récurrents
Chaque mercredi matin se tient un marché à l'extérieur du bâtiment, où s'installent des commerçants non sédentaires.
Chaque samedi matin, une soixantaine de producteurs locaux sont installés en mezzanine.
En octobre, est organisée la Semaine du Goût, événement gastronomique réunissant plusieurs chefs des Toques d'Auvergne et de restaurants locaux, proposant plusieurs ateliers,.

### Sélection télévisée
En 2022, le marché couvert de Vichy a été sélectionné dans le cadre de la 5e édition du concours Votre plus beau marché, organisé par le journal de 13 heures de TF1 en association avec le journal La Montagne pour l'ancienne région Auvergne. Il finit en première position au niveau régional et 16e au niveau national.